# Tour de France 2014/17. Etappe
Die 17. Etappe der Tour de France 2014 fand am 23. Juli 2014 statt und führte von Saint-Gaudens über 124,5 km nach Saint-Lary-Soulan (Pla d’Adet). Im Verlauf der Etappe gab es einen Zwischensprint nach 31 km sowie eine Bergwertung der Hors Catégorie und drei Wertungen der ersten Kategorie. Damit zählte die Etappe als Hochgebirgsetappe, es gingen 167 Fahrer an den Start.

## Rennverlauf
Nach dem Start bildete sich zunächst eine achtköpfige Spitzengruppe. Im Hauptfeld übernahm das Team Katusha um den Spanier Joaquim Rodríguez die Nachführarbeit, um ihn in eine gute Ausgangsposition für die erste Bergwertung des Tages zu bringen. Rodríguez lag in der Bergwertung nur einen Punkt hinter dem Polen Rafał Majka (TCS), der ihm die Führung in diesem Klassement auf der vorherigen Etappe abgenommen hatte. Den Zwischensprint nach 31 Kilometern gewann Kadri vor Elmiger und Paulinho. Die acht Führenden lagen etwa eine Minute vor dem Feld.
Am Anstieg zum Col du Portillon attackierte Rodríguez aus dem Peloton heraus, ihm folgte Rafał Majka. Einige weitere Fahrer überholten die Spitzengruppe am Anstieg. Die Bergwertung gewann Rodríguez dann vor Nicolas Roche (TCS) und Kristijan Đurasek (LAM), Majka blieb zunächst ohne Punktgewinn und lag im virtuellen Bergklassement wieder hinter dem Spanier. Nach dem Gipfel schlossen sich die einzelnen Gruppen zusammen, sodass 22 Fahrer an der Spitze fuhren, darunter neben Rodríguez und Majka Bauke Mollema (BEL), Fränk Schleck (TCS), Jurgen Van Den Broeck (LTB) und Pierre Rolland (EUC). Aus dieser Gruppe löste sich wenig später Wassil Kiryjenka (SKY). Er ging als erster in den Anstieg zum Col de Peyresourde und gewann auch die zehn Bergpunkte auf dem Gipfel. Kiryjenka lag in der Abfahrt rund 1:15 min vor der Verfolgergruppe, die noch aus 16 Fahrern bestand.
Am Col de Val Louron-Azet begann der Vorsprung des Ausreißers stetig zu schrumpfen, letztendlich wurde Kiryjenka auf dem letzten Kilometer vor dem Gipfel durch eine Tempoverschärfung von Rodríguez von den Verfolgern eingeholt. Der Spanier gewann die dritte Bergwertung des Tages vor Rafał Majka und Jon Izaguirre (MOV) und bekam somit weitere zehn Punkte in der Bergwertung, lag also virtuell mit 11 Punkten vor Majka. In der Gruppe um das Gelbe Trikot attackierte Romain Bardet (ALM) mit dem Ziel, Thibaut Pinot (FDJ), den Träger des Weißen Trikots, zu distanzieren. Pinot hatte Bardet die Führung in dieser Wertung am Vortag abgenommen. Vorn hatte sich Giovanni Visconti (MOV) abgesetzt und fuhr mit leichtem Vorsprung der Bergankunft entgegen. Er wurde jedoch von Majka zunächst ein- und dann überholt. Bei den Favoriten versuchte Vincenzo Nibali (AST) mehrmals, seine Verfolger im Gesamtklassement abzuschütteln und erhöhte mehrmals das Tempo. Nur Jean-Christophe Péraud (ALM) konnte folgen, alle anderen gerieten erneut in Rückstand auf den Gesamtführenden.
Den zweiten Tour-Tagessieg sicherte sich Rafał Majka durch seinen Antritt am letzten Berg, zugleich bekam er 50 Punkte für die Bergwertung und lag damit wieder vor Rodríguez, der im Bergklassement auch hinter Nibali auf Platz drei abrutschte. Visconti wurde Etappenzweiter, nachfolgend Nibali und Péraud. Im Kampf um das Weiße Trikot blieb alles beim Alten, da Pinot die Angriffe von Bardet abwehren konnte und beide mit gleichem Rückstand zu Majka ins Ziel kamen.

## Aufgaben
- Simon Gerrans (OGE): nicht zur Etappe angetreten
- Reto Hollenstein (IAM): nicht zur Etappe angetreten
- Simon Špilak (KAT): Aufgabe während der Etappe

## Punktewertungen
| Zwischensprint in Saint-Béat nach 31 km auf 507 m |             |                            |         |
| 1.                                                | Frankreich  | Blel Kadri (ALM)           | 20 Pkt. |
| 2.                                                | Schweiz     | Martin Elmiger (IAM)       | 17 Pkt. |
| 3.                                                | Portugal    | Sérgio Paulinho (TCS)      | 15 Pkt. |
| 4.                                                | Niederlande | Tom Slagter (GRS)          | 13 Pkt. |
| 5.                                                | Deutschland | Jens Voigt (TFR)           | 11 Pkt. |
| 6.                                                | Frankreich  | Cyril Gautier (EUC)        | 10 Pkt. |
| 7.                                                | Japan       | Yukiya Arashiro (EUC)      | 9 Pkt.  |
| 8.                                                | Frankreich  | Nicolas Edet (COF)         | 8 Pkt.  |
| 9.                                                | Frankreich  | Bryan Coquard (EUC)        | 7 Pkt.  |
| 10.                                               | Slowakei    | Peter Sagan (CAN)          | 6 Pkt.  |
| 11.                                               | Frankreich  | Yohann Gène (EUC)          | 5 Pkt.  |
| 12.                                               | Lettland    | Gatis Smukulis (KAT)       | 4 Pkt.  |
| 13.                                               | Russland    | Wladimir Issaitschew (KAT) | 3 Pkt.  |
| 14.                                               | Italien     | Luca Paolini (KAT)         | 2 Pkt.  |
| 15.                                               | Niederlande | Lieuwe Westra (AST)        | 1 Pkt.  |

| Etappenziel in Pla d’Adet nach 124,5 km auf 1680 m |                    |                              |         |
| 1.                                                 | Polen              | Rafał Majka (TCS)            | 20 Pkt. |
| 2.                                                 | Italien            | Giovanni Visconti (MOV)      | 17 Pkt. |
| 3.                                                 | Italien            | Vincenzo Nibali (AST)        | 15 Pkt. |
| 4.                                                 | Frankreich         | Jean-Christophe Péraud (ALM) | 13 Pkt. |
| 5.                                                 | Italien            | Alessandro De Marchi (CAN)   | 11 Pkt. |
| 6.                                                 | Frankreich         | Pierre Rolland (EUC)         | 10 Pkt. |
| 7.                                                 | Luxemburg          | Fränk Schleck (TFR)          | 9 Pkt.  |
| 8.                                                 | Niederlande        | Bauke Mollema (BEL)          | 8 Pkt.  |
| 9.                                                 | Irland             | Nicolas Roche (TCS)          | 7 Pkt.  |
| 10.                                                | Spanien            | Alejandro Valverde (MOV)     | 6 Pkt.  |
| 11.                                                | Frankreich         | Thibaut Pinot (FDJ)          | 5 Pkt.  |
| 12.                                                | Frankreich         | Romain Bardet (ALM)          | 4 Pkt.  |
| 13.                                                | Vereinigte Staaten | Tejay van Garderen (BMC)     | 3 Pkt.  |
| 14.                                                | Niederlande        | Laurens ten Dam (BEL)        | 2 Pkt.  |
| 15.                                                | Spanien            | Jon Izaguirre (MOV)          | 1 Pkt.  |

## Bergwertungen
| Col du Portillon Kategorie 1 nach 57,5 km auf 1292 msnm 8,3 km bei 7,1 % |             |                            |         |
| 1.                                                                       | Spanien     | Joaquim Rodríguez (KAT)    | 10 Pkt. |
| 2.                                                                       | Irland      | Nicolas Roche (TCS)        | 8 Pkt.  |
| 3.                                                                       | Kroatien    | Kristijan Đurasek (LAM)    | 6 Pkt.  |
| 4.                                                                       | Italien     | Alessandro De Marchi (CAN) | 4 Pkt.  |
| 5.                                                                       | Niederlande | Bauke Mollema (BEL)        | 2 Pkt.  |
| 6.                                                                       | Estland     | Rein Taaramäe (COF)        | 1 Pkt.  |

| Col de Peyresourde Kategorie 1 nach 82 km auf 1569 m 13,2 km bei 7,0 % |         |                         |         |
| 1.                                                                     | Belarus | Wassil Kiryjenka (SKY)  | 10 Pkt. |
| 2.                                                                     | Irland  | Nicolas Roche (TCS)     | 8 Pkt.  |
| 3.                                                                     | Spanien | Jesús Herrada (MOV)     | 6 Pkt.  |
| 4.                                                                     | Spanien | Joaquim Rodríguez (MOV) | 4 Pkt.  |
| 5.                                                                     | Polen   | Rafał Majka (TCS)       | 2 Pkt.  |
| 6.                                                                     | Spanien | Jon Izaguirre (MOV)     | 1 Pkt.  |

| Col de Val Louron-Azet Kategorie 1 nach 102,5 km auf 1580 m 7,4 km bei 8,3 % |             |                         |         |
| 1.                                                                           | Spanien     | Joaquim Rodríguez (KAT) | 10 Pkt. |
| 2.                                                                           | Polen       | Rafał Majka (TCS)       | 8 Pkt.  |
| 3.                                                                           | Spanien     | Jon Izaguirre (MOV)     | 6 Pkt.  |
| 4.                                                                           | Niederlande | Bauke Mollema (BEL)     | 4 Pkt.  |
| 5.                                                                           | Slowakei    | Peter Velits (BMC)      | 2 Pkt.  |
| 6.                                                                           | Frankreich  | Amaël Moinard (BMC)     | 1 Pkt.  |

| Pla d’Adet Kategorie HC nach 124,5 km auf 1680 m 10,2 km bei 8,3 % |             |                              |         |
| 1.                                                                 | Polen       | Rafał Majka (TCS)            | 50 Pkt. |
| 2.                                                                 | Italien     | Giovanni Visconti (MOV)      | 40 Pkt. |
| 3.                                                                 | Italien     | Vincenzo Nibali (AST)        | 32 Pkt. |
| 4.                                                                 | Frankreich  | Jean-Christophe Péraud (ALM) | 28 Pkt. |
| 5.                                                                 | Italien     | Alessandro De Marchi (CAN)   | 24 Pkt. |
| 6.                                                                 | Frankreich  | Pierre Rolland (EUC)         | 20 Pkt. |
| 7.                                                                 | Luxemburg   | Fränk Schleck (TFR)          | 16 Pkt. |
| 8.                                                                 | Niederlande | Bauke Mollema (BEL)          | 12 Pkt. |
| 9.                                                                 | Irland      | Nicolas Roche (TCS)          | 8 Pkt.  |
| 10.                                                                | Spanien     | Alejandro Valverde (MOV)     | 4 Pkt.  |